# Samaire Armstrong
Samaire Rhys Armstrong (Tokio, 31 de octubre de 1980) es una actriz estadounidense nacida en Japón, conocida principalmente por sus papeles de Emily en Entourage, Anna Stern en The O.C. y Juliet Darling en la serie Dirty Sexy Money. 

## Filmografía

### Televisión
| Año       | Serie             | Personaje                       | Notas                                    |
| --------- | ----------------- | ------------------------------- | ---------------------------------------- |
| 2000      | Party of Five     | Meredith                        | Episodio "Taboo or Not Taboo"            |
| 2000      | Freaks and Geeks  | Laurie                          | 2 episodios                              |
| 2000      | That's Life       | Brittany                        |                                          |
| 2001      | ER                | Tasha                           | Episodio "Sailing Away"                  |
| 2001      | Judging Amy       | Angie Becker                    | Episodio "Look Closer"                   |
| 2001      | The X-Files       | Natalie Gordon                  | Episodio "Lord of the Flies"             |
| 2003-2006 | The O.C.          | Anna Stern                      | Papel recurrente, 15 episodios           |
| 2004-2005 | Entourage         | Emily                           | Papel recurrente, 8 episodios            |
| 2004      | NYPD Blue         | Christine                       | Episodio "You're Buggin' Me"             |
| 2005      | Numbers           | Skyler Wyatt                    | Episodio "Obsession"                     |
| 2006      | CSI: Miami        | Brynn Roberts                   | Episodio "High Octane"                   |
| 2007      | Living With Fran  | Laurie                          | Episodio "Plastered"                     |
| 2007-2009 | Dirty Sexy Money  | Juliet Darling                  | Papel regular, 11 episodios              |
| 2011-2012 | The Mentalist     | Summer Edgecombe                | Papel recurrente, 8 episodios            |
| 2013      | Sons of Anarchy   | Darvany Jennings                | 2 episodios                              |
| 2014-2015 | Resurrection      | Elaine Richards                 | Papel principal, 8 episodios             |
| 2016      | Agent Carter      | Wilma Cully                     | Episodio "Smoke & Mirrors"               |
| 2017      | NCIS: New Orleans | Marion Watkins                  | Episodio "Second Chances"                |
| 2017      | Arrow             | Laura Ramírez                   | Episodio "Spectre of the Gun"            |
| 2017      | Grey's Anatomy    | Claire Nolan                    | Episodio "Back Where You Belong"         |
| 2017      | NCIS              | Melissa                         | Episodio "Fake It Till You Make It"      |
| 2018      | Robot Chicken     | Trish Walker / Patti Mayonnaise | Episodio "Strummy Strummy Sad Sad" (voz) |

### Cine
| Año  | Película               | Personaje     |
| ---- | ---------------------- | ------------- |
| 2001 | Not Another Teen Movie | Kara Fratelli |
| 2006 | Stay Alive             | Abigail       |
| 2006 | Just My Luck           | Maggie        |
| 2006 | It's a Boy Girl Thing  | Nell Bedworth |
| 2007 | Rise: Blood Hunter     | Jenny         |
| 2007 | Around June            | June          |
| 2007 | The Hatteras           | Roxanne Hall  |
| 2019 | Deadly excursion       | Samantha      |